# Karl von Dewitz-Krebs
Karl Wilhelm Dietrich Ernst von Dewitz genannt von Krebs (né le 6 août 1887 à Berlin et mort le 19 avril 1945 à Torgau) est un général de division allemand pendant la Seconde Guerre mondiale.

## Biographie
Karl est le fils du major prussien Ernst von Dewitz-Krebs (né en 1851) et de son épouse Sabine, née von Puttkamer de la branche d'Hettin (née en 1864). Il étudie aux lycées de Hanau et de Gotha. Après avoir obtenu son diplôme d'études secondaires à Gotha au printemps 1905, il étudie le droit à l'Université de Lausanne et à l'Université Robert-Charles de Heidelberg. En 1906, il est nommé au Corps Saxo-Borussia Heidelberg.

### Carrière militaire
Au printemps 1907, Dewitz rejoint le bataillon de chasseurs à pied de la Garde (de) de l'armée prussienne à Potsdam en tant qu'élève-officier. Là, il est promu lieutenant en mars 1908 et utilisé comme adjudant à partir de fin janvier 1913. Au début de la Première Guerre mondiale, lui et son bataillon pénètrent jusqu'à Ostende en Belgique. Il combat ensuite dans les Vosges. Le 21 novembre 1914, il est promu premier lieutenant. Fin 1915, Dewitz est blessé et doit rester longtemps à l'hôpital. Une fois de nouveau apte au combat, il retourne dans son bataillon le 23 février. Là, il est promu capitaine le 18 avril 1916 et peu de temps après, il devient commandant de compagnie. Fin septembre 1916, il est nommé officier d'ordonnance de l'état-major de la 222e division d'infanterie nouvellement formée. Cependant, Dewitz n'y reste qu'environ trois semaines et est ensuite transféré à l'état-major du 8e corps d'armée. Cela est suivi par d'autres affectations d'état-major, la 18e division d'infanterie, à l'état-major général de l'armée et aux commandements généraux du 6e, du 18e, du 14e et du 3e corps d'armée. Plus récemment, Dewitz appartient à l'état-major du 75e division de réserve. Pour son travail pendant la guerre, il reçoit les deux classes de la croix de fer avec l'insigne des blessés en noir, la croix de chevalier de 2e classe de l'ordre d'Albert avec épées et de la croix hanséatique de Hambourg ainsi que des Autrichiens alliés avec la croix du Mérite militaire de 3e classe avec décorations de guerre et décorée de la croix de chevalier de l'ordre du Mérite militaire par les Bulgares.
Après la fin de la guerre, Dewitz est brièvement nommé à l'état-major de la 43e division de réserve et le 16 janvier 1919, il est transféré au bataillon principal en cours de démobilisation. Il rejoint ensuite le Corps franc de Potsdam et est accepté dans la Reichswehr provisoire le 1er mai 1920. Il est d'abord commandant de compagnie dans le 3e bataillon de chasseurs de la Reichswehr, puis dans le 5e régiment d'infanterie de la Reichswehr. Lorsque l'armée de 100 000 hommes est formée, Dewitz devient commandant de compagnie dans la 9e régiment d'infanterie (prussien). Le 1er avril 1927, il est affecté au quartier général de Berlin et après son transfert là-bas le 1er février 1928, il fait partie de leur état-major. À ce poste, Dewitz est promu major le 1er février 192 et, en tant que tel, est réintégré dans le 9e régiment d'infanterie le 1er mars 1929. Après avoir été utilisé par le 3e bataillon, Dewitz est transféré à Gumbinnen le 1er octobre 1930 et y commande le 3e bataillon du 1er régiment d'infanterie (prussien) jusqu'au 31 mars 1934. Là, il est promu lieutenant-colonel le 1er juin 1933. Dewitz fait ensuite partie de l'état-major du commandement de Custrin et du commandement de la section frontalière de Custrin du 1er avril au 30 septembre 1934 et du 15 octobre 1935 au 30 avril 1936. Le 30 avril 1936, Dewitz quitte le service actif en tant que colonel et se voit alors confier le rôle de responsable de la formation pour Berlin I en tant qu'officier.
Au début de la Seconde Guerre mondiale, Dewitz reçoit le commandement du 323e régiment d'infanterie. Le régiment combat dans les Vosges et participe au cérémonial d'entrée à Berlin en 1940 avec sa division. Par la suite, Dewitz n'a plus de commandement sur le front. Il est réactivé le 1er juin 1941 et promu major général le 1er août 1941. À partir de la mi-décembre 1941, il commande la 191e division et la 191e division de réserve qui en résulte. Il est dans la réserve du Führer du 1er mars au 5 avril 1943 et est ensuite nommé commandant en chef de l'Ouest. Depuis le 1er août, il commande la zone d'entraînement militaire de Brod en Croatie. Lors de la retraite des troupes allemandes en octobre 1944, il est fait prisonnier par la Yougoslavie. Sous la contrainte, il écrit à un officier sous ses ordres pour lui demander de quitter son poste. Il rapporte l'incident. En mars 1945, Dewitz est échangé contre d'autres prisonniers et traduit en cour martiale. Pour se défendre, il aurait dû se confesser à Adolf Hitler. Il refuse parce qu'il est convaincu de la culpabilité personnelle d'Hitler dans la défaite militaire et l'effondrement du Reich. La cour martiale du Reich le condamne à mort, mais envoie une demande de grâce pour Dewitz au maréchal Wilhelm Keitel. Il la rejette. Le 19 avril 1945, alors que les troupes américaines sont déjà à portée de voix, Dewitz est sommairement abattu à Torgau par des membres des Jeunesses hitlériennes.

### Famille
Depuis le 3 janvier 1927, Dewitz est marié à Erika von Bauer, fille de Fritz von Bauer et de son épouse Ruth, née comtesse von Schlieffen (de). Avec elle, il a un fils et une fille. Günther von Dewitz (de) est son frère aîné.